# MTR
A Mass Transit Railway (MTR) Hongkong metróhálózata. 1979-ben nyitották meg, ma már 10 járattal és 12 helyiérdekű vasúttal rendelkezik.

## Járatok
| Metró járat neve és színe                              | Vonal                                | Átadása             | Következő újítás | Állomások száma |
| ------------------------------------------------------ | ------------------------------------ | ------------------- | ---------------- | --------------- |
| East Rail Line (világoskék)                            | Hung Hom - Lo Wu vagy Lok Ma Chau    | 1910. október 1.    | 2021             | 14              |
| Kwun Tong Line (zöld)                                  | Yau Ma Tei - Tiu Keng Leng           | 1979. október 1.    | 2016             | 15              |
| Tsuen Wan Line (piros)                                 | Central - Tsuen Wan                  | 1982. május 17.     | Nem tudni        | 16              |
| Island Line (sötétkék)                                 | Kennedy Town - Chai Wan              | 1985. május 31.     | Nem tudni        | 17              |
| Thung Chung Line (narancssárga)                        | Hong Kong - Thung Chung              | 1998. június 21.    | 2026             | 8               |
| Airport Express (türkizkék) (repülőtéri járat)         | Hong Kong - AsiaWorld-Expo           | 1998. július 26.    | Nem tudni        | 5               |
| Tsueng Kwan O Line (lila)                              | North Point - Po Lam vagy Lohas Park | 2002. augusztus 18. | 2026             | 8               |
| West Rail Line (világosabb lila)                       | Hung Hom - Tuen Mun                  | 2003. december 20.  | 2019             | 12              |
| Ma On Shan Line (barna)                                | Wu Kai Sha - Tai Wai                 | 2004. december 21.  | 2019             | 19              |
| Disneyland Resort Line (rózsaszín) (Disneylandi járat) | Sunny Bay - Disneyland Resort        | 2005. augusztus 1.  | Nem tudni        | 2               |

## Jövőbeli tervek
Az MTR 2003-ban elkezdte tervezni a South Island Line-t. A járat építését 2015-16 körül kezdték el. Várhatólag 2021-ben lesz kész.
| Metró járat neve és színe       | Vonal                      | Átadása | Következő újítás | Állomások |
| ------------------------------- | -------------------------- | ------- | ---------------- | --------- |
| South Island Line (világoszöld) | Admiralty - South Horizons | 2021?   | Nem tudni        | 5         |